# Copa Internacional Escolar de Mujeres
La  Copa Internacional Escolar de Mujeres es una copa donde chicas de 12, 13, y 14 años juegan con sus respectivos colegios, que quedaron campeones según su continente. Está organizada por la Federación Internacional de Voleibol (FIVB). 

## Historial
| N.º  | Año  | Sede                        |                      |                |           | 4º           |
| ---- | ---- | --------------------------- | -------------------- | -------------- | --------- | ------------ |
| I    | 2005 | Pekín                       | China                | Perú           | Brasil    | Korea        |
| II   | 2006 | New York                    | China                | Brazil         | Peru      | Korea        |
| III  | 2007 | Varsovia                    | China                | Estados Unidos | Brazil    | Korea        |
| IV   | 2008 | Tarapoto                    | China                | Peru           | Japón     | Korea        |
| V    | 2009 | Rio de Janeiro              | China                | Peru           | Argentina | Korea        |
| VI   | 2010 | Mendoza                     | China                | Polonia        | Japón     | Rusia        |
| VII  | 2011 | Chiang Mai                  | China                | Rusia          | Japón     | Gran Bretaña |
| VIII | 2012 | Las Vegas, Miami, San Diego | Perú                 | Reino Unido    | Rusia     | China        |
| IX   | 2013 | Kusadasi                    | Holanda              | Peru           | China     | Gran Bretaña |
| X    | 2014 | Sapporo, Yokohama, Tokio    | Bosnia y Herzegovina | Israel         | Grecia    | Peru         |
| XI   | 2015 | Zúrich, Lucerna             | China                | Peru           | Grecia    | Brazil       |
| XII  | 2016 | Dubái, Abu Dabi             |                      |                |           |              |
| XIII | 2017 | Ámsterdam, Róterdam         |                      |                |           |              |
| XIV  | 2018 | Sídney, Melbourne           |                      |                |           |              |
| XVI  | 2019 | Toronto, Vancouver          |                      |                |           |              |
| XVII | 2020 | Viña del Mar y Montevideo   |                      |                |           |              |

## Medallero
- Actualizado hasta USA 2013.

| Núm.  | País                 | Oro | Plata | Bronce | Total |  |
| ----- | -------------------- | --- | ----- | ------ | ----- |  |
| 1     | China                | 8   | 1     | 1      | 10    |  |
| 2     | Perú                 | 1   | 5     | 1      | 7     |  |
| 3     | Reino Unido          | 0   | 1     | 0      | 1     |  |
| 4     | Países Bajos         | 1   | 0     | 0      | 1     |  |
| 5     | Bosnia y Herzegovina | 1   | 0     | 0      | 1     |  |
| 6     | Brasil               | 0   | 1     | 2      | 3     |  |
| 7     | Rusia                | 0   | 1     | 1      | 2     |  |
| 8     | Estados Unidos       | 0   | 1     | 0      | 1     |  |
| 9     | Israel               | 0   | 1     | 0      | 1     |  |
| 10    | Polonia              | 0   | 0     | 1      | 1     |  |
| 11    | Japón                | 0   | 0     | 3      | 3     |  |
| 12    | Grecia               | 0   | 0     | 2      | 2     |  |
| 13    | Argentina            | 0   | 0     | 1      | 1     |  |
| Total |                      | 11  | 11    | 12     | 34    |  |

## Campeonatos
| Copa | Países                                                |
| ---- | ----------------------------------------------------- |
| 8    | China (2005,2006,2007,2008,2009,2010,2011,2015)       |
| 1    | Perú (2012) Holanda (2013) Bosnia y Herzegovina(2014) |

## MVPpor edición
- 2005 –  China - Yuan Xi
- 2006 –  China - Lin Lin
- 2007 –  China - Mei Ling
- 2008 –  China - Jia Li
- 2009 –  China - Xiao Chen
- 2010 –  China - Yan Yan
- 2011 –  China - Hui Ying
- 2012 –  Perú - Karla Quiñones
- 2013 –  Holanda - Aika Anke Westermann Brouwer
- 2014 –  Boznia y Herzegovina -  Azra Zanela
- 2015 –  China - Ling Xi

- Datos: Q15617968